# First Solar
First Solar, Inc. er en amerikansk producent af solcellepaneler og en udbyder af solcelleparker og tilhørende service. First Solar bruger tyndfilms-solcellemoduler til sine solcellepaneler og producerer CdTe-paneler der benytter cadmiumtellurid (CdTe) som halvleder.
Virksomheden blev etableret i 1990 af opfinder Harold McMaster som Solar Cells, Inc. og Florida Corporation i 1993 med JD Polk. I 1999 blev selskabet opkøbt af True North Partners, LLC, som skiftede navnet til First Solar, Inc.
I 2009 blev First Solar den første solcellepanelsproducent, der kunne tilbyde en produktionspris på 1 $ per watt.